# استایلز بریجز
استایلز بریجز (به انگلیسی: Henry Styles Bridges) سناتور سابق عضو حزب جمهوری‌خواه ایالات متحده آمریکا بود. وی در سال ۱۹۳۷ تا ۱۹۶۱ میلادی سناتور ایالت نیوهمپشایر در سنای ایالات متحده آمریکا بود.